# Día Nacional de la República Popular China

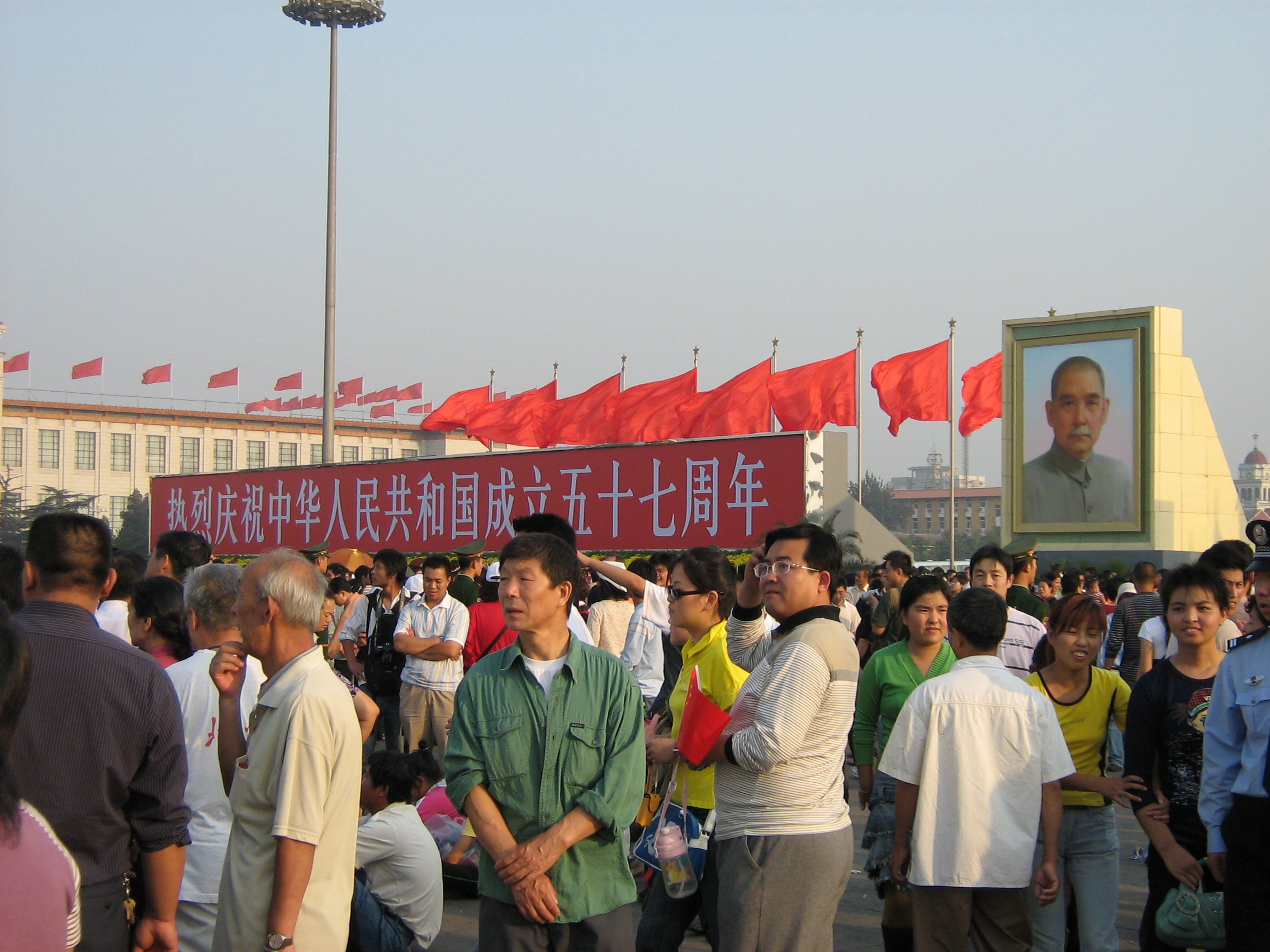
La Plaza de Tian'anmen el Día Nacional de 2006. En el cartel se puede leer "Celebrar cálidamente el 57º aniversario de la fundación de la República Popular China". El retrato es de Sun Yat-sen.

El Día Nacional de la República Popular China (en chino tradicional, 國慶節; en chino simplificado, 国庆节; pinyin, guóqìng jié) se celebra el 1 de octubre de todos los años. Es un día festivo en la República Popular China, que celebra su día nacional.
La República Popular China se fundó el 1 de octubre de 1949 con una ceremonia en la Plaza de Tian'anmen. El Gobierno Central del Pueblo aprobó la Resolución sobre el Día Nacional de la República Popular China el 2 de diciembre de 1949, en la que declaraba que el 1 de octubre era el día nacional.
El Día Nacional marca el comienzo de una de las dos Semanas Doradas de la República Popular China. Sin embargo, ha habido cierta controversia sobre si se deberían de mantener las Semanas Doradas.
El Día Nacional se celebra por toda China continental, Hong Kong, y Macao con varias festividades organizadas por el gobierno, incluidos fuegos artificiales y conciertos. Los lugares públicos, como la Plaza de Tian'anmen de Pekín, se decoran con un tema festivo. Se exhiben públicamente retratos de los líderes venerados, como Mao Zedong.
El Instituto Estados Unidos-China de la Universidad del Sur de California publicó un análisis de las celebraciones del día nacional entre 1949 y 1999 y discutía las preparaciones para el gran espectáculo de 2009. US-China Today resumió la cobertura de la prensa e incluyó imágenes de la celebración de 2009.

## Espectáculo de fuegos artificiales
Usualmente, se realiza un espectáculo de fuegos artificiales en todas las ciudades del país, incluida Hong Kong, donde se ha realizado desde 1997 en el Puerto de Victoria por las tardes. En Pekín hay muchos desfiles, algunos de los cuales son muy grandes.

## Galería de imágenes

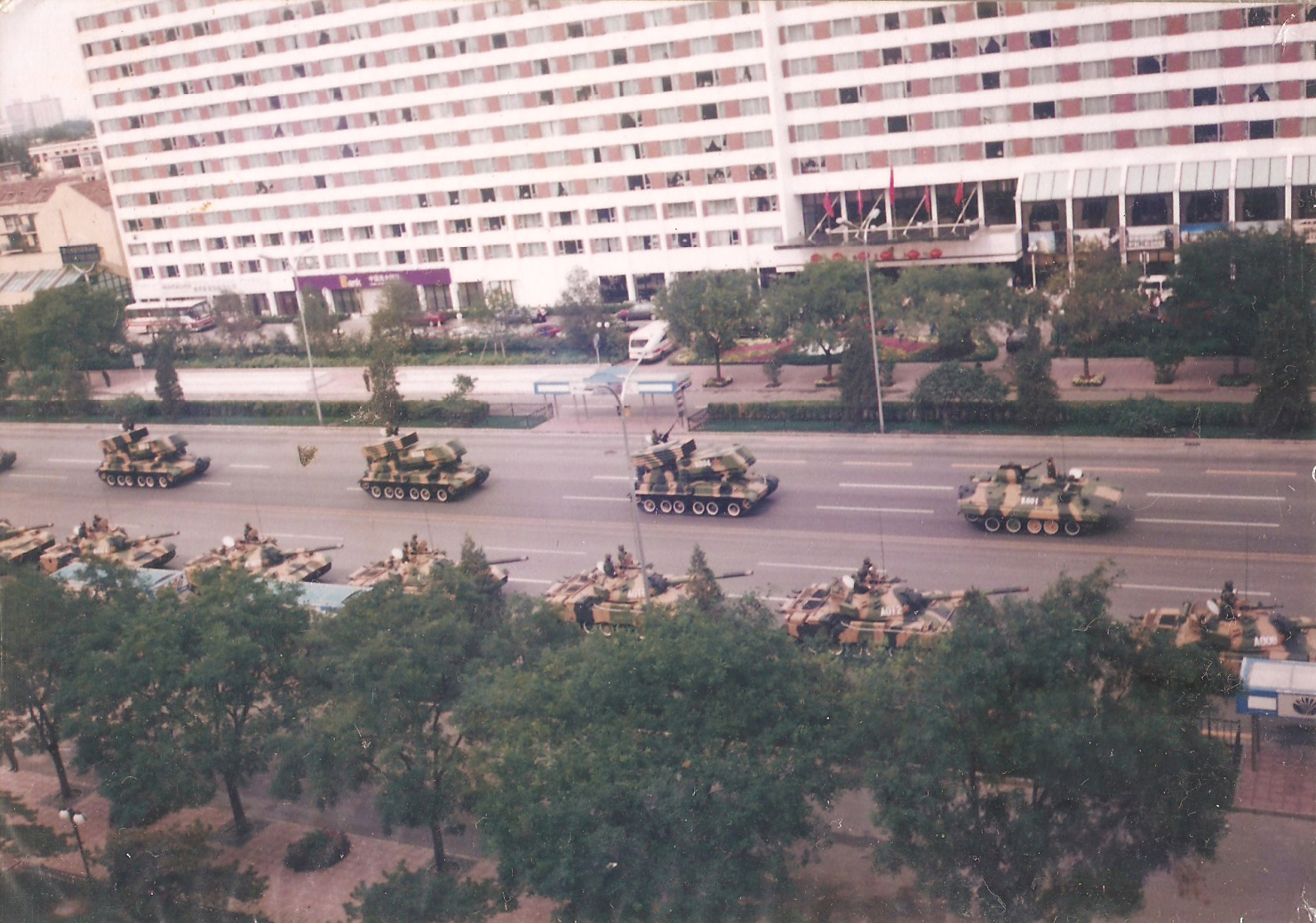
En la celebración del 50º aniversario se mostraron vehículos militares.
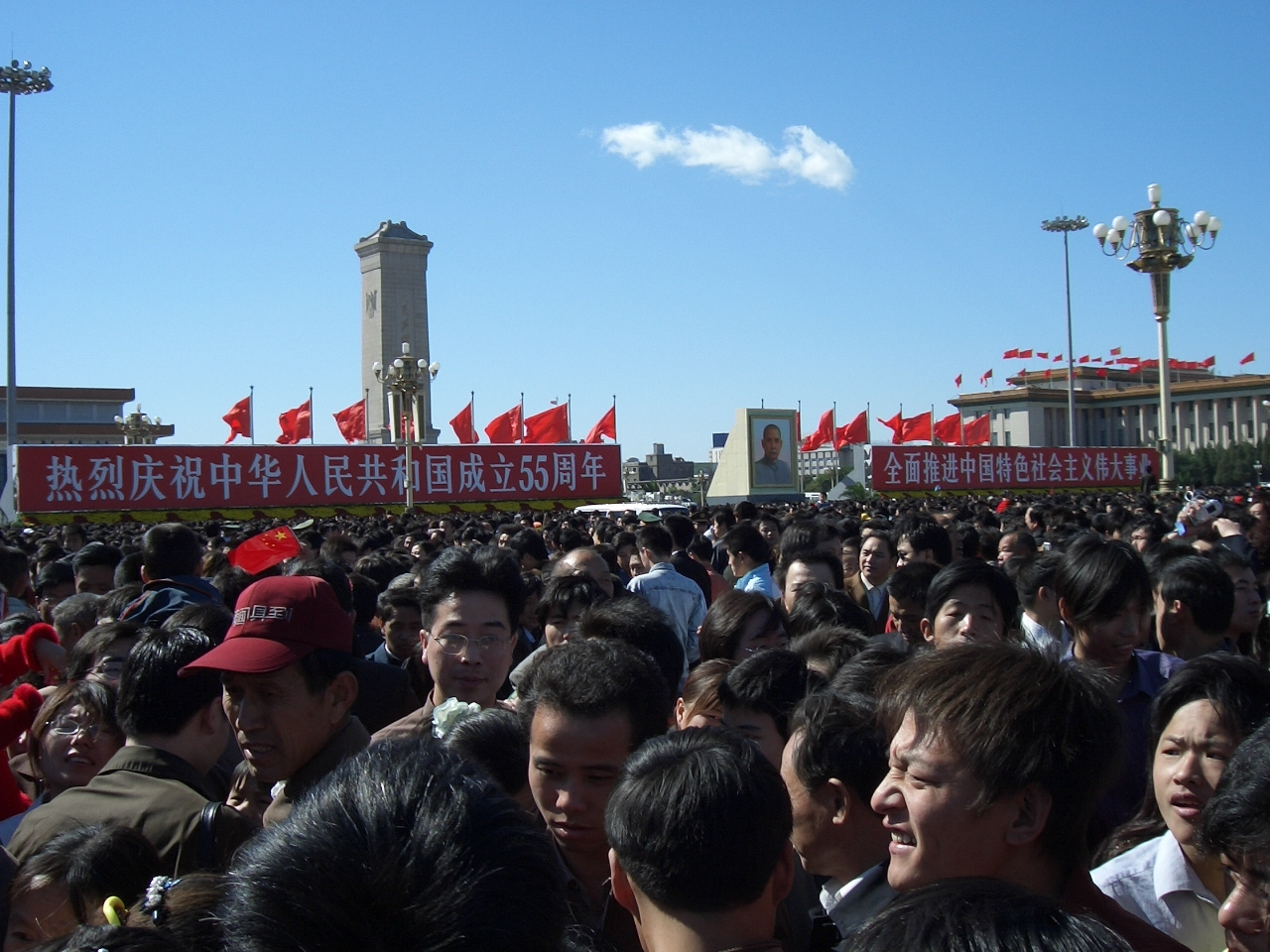
Celebraciones del Día Nacional de 2004 en la Plaza de Tian'anmen, Pekín.
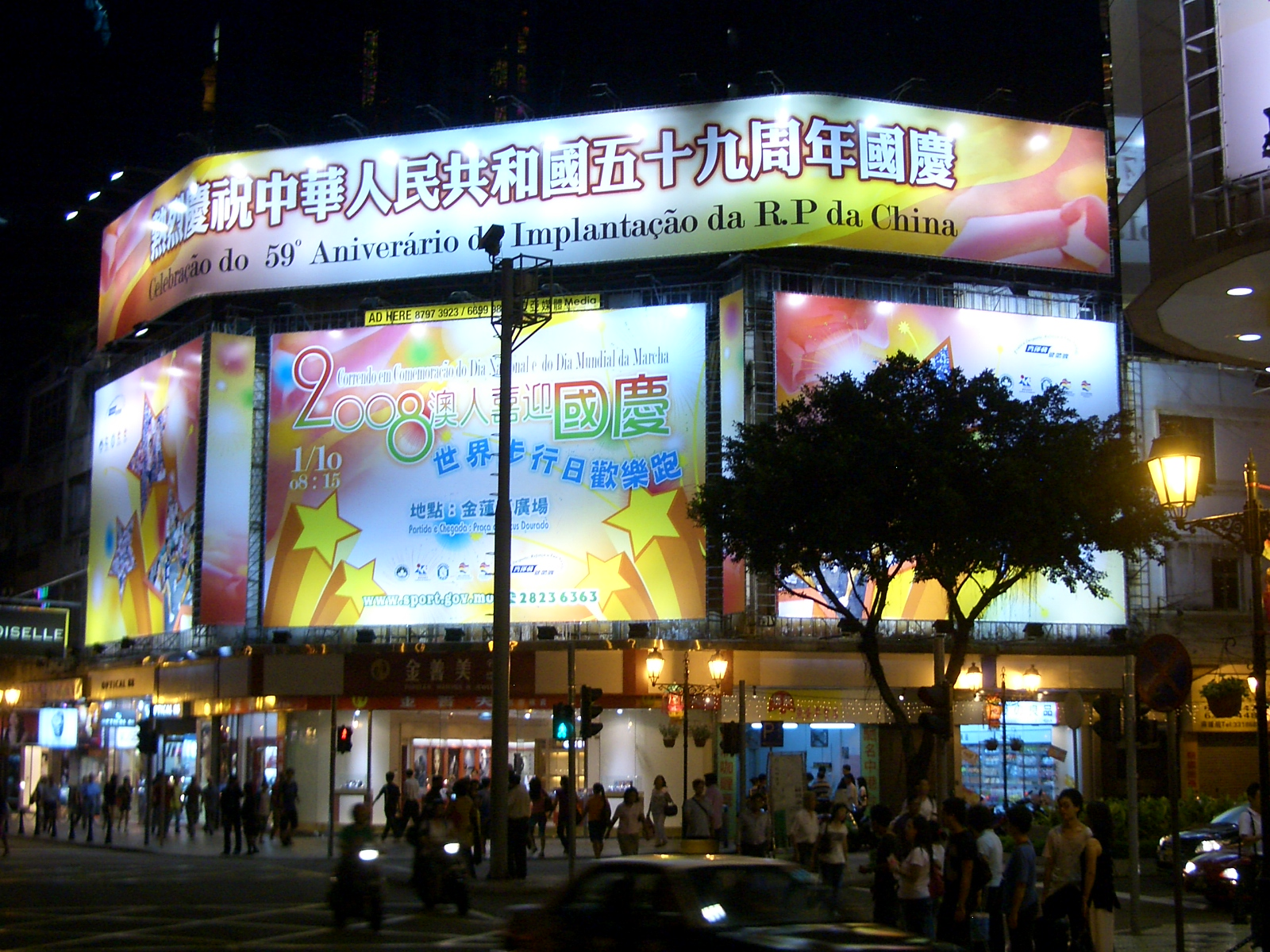
Celebración del Día Nacional de 2008 en Macao.
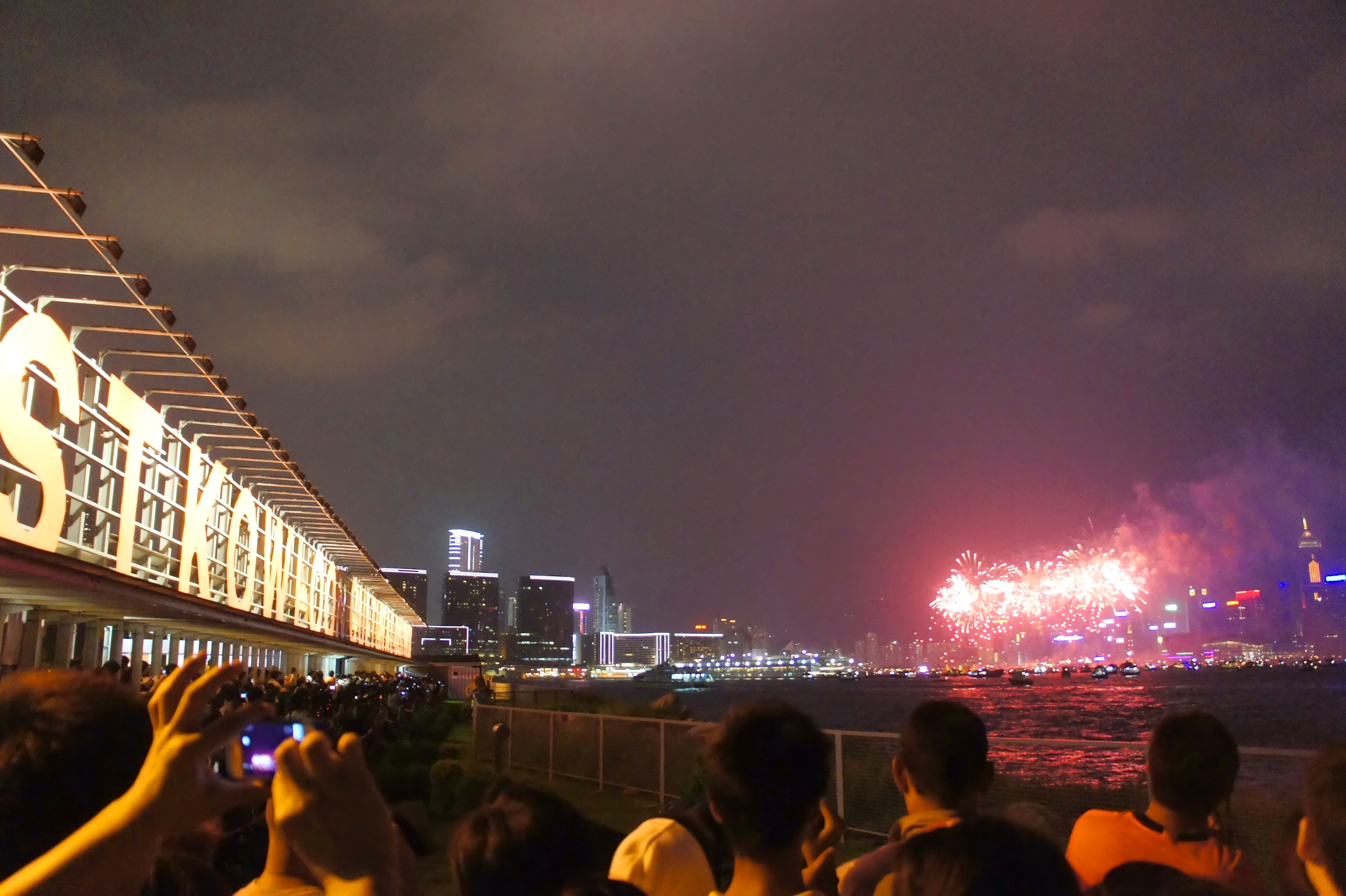
Celebración del Día Nacional de 2012 en Hong Kong.